# American Dance Festival

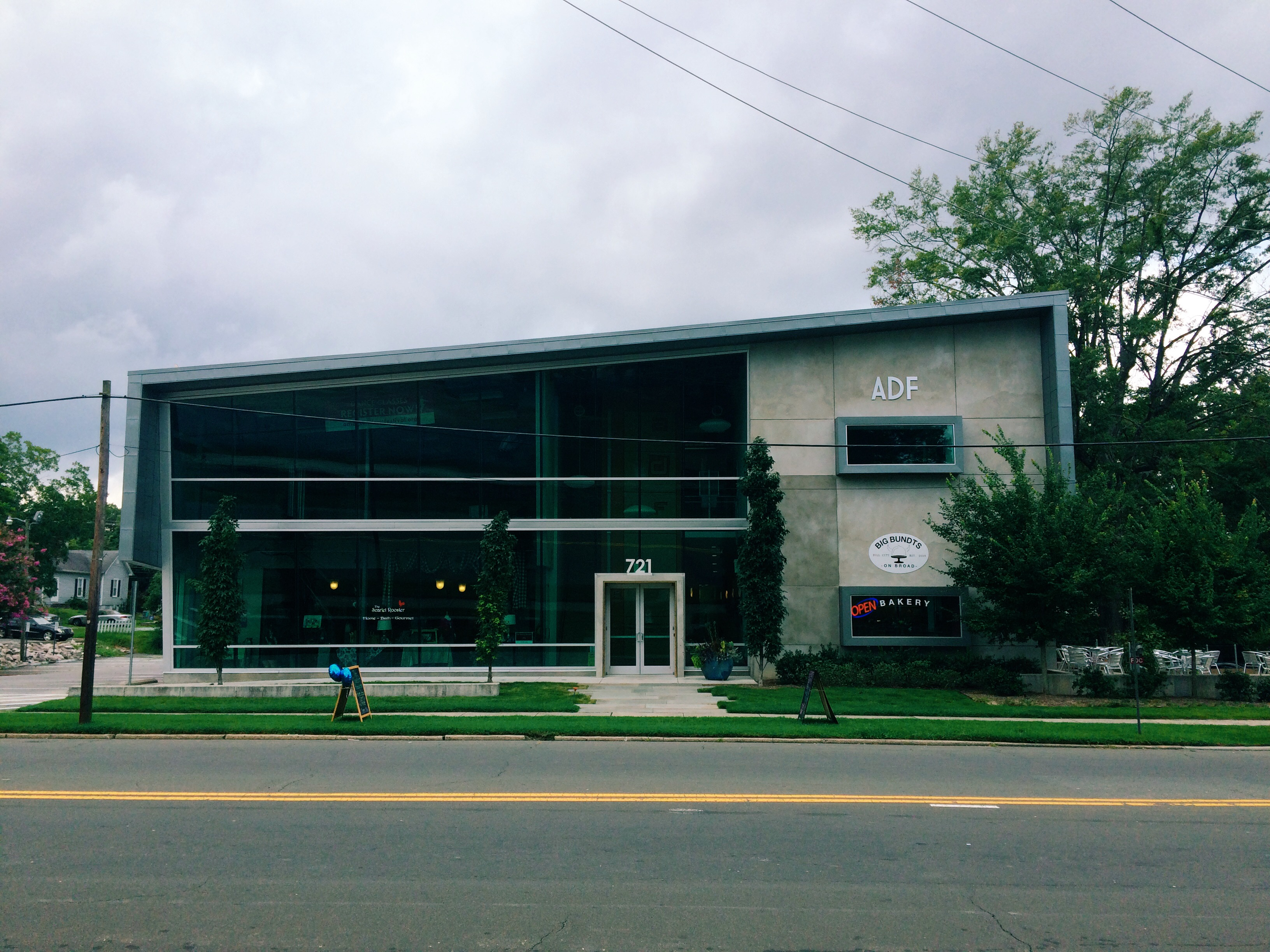
Les studios de l'American Dance Festival à Durham, Caroline du Nord.

Pour les articles homonymes, voir ADF.
L'American Dance Festival (ADF) est un important festival de danse moderne et de danse contemporaine fondé en 1948 et qui a lieu chaque année à l'université Duke à Durham en Caroline du Nord. Il se déroule l'été sur une période de huit semaines et propose également des cours de danse.

## Historique
L'origine du festival remonte à 1935 avec le Bennington Festival organisé par le Bennington College dans le Vermont qui réunit les figures américaines marquantes de la danse moderne telles que Hanya Holm, Martha Graham, Doris Humphrey et Charles Weidman pour enseigner leurs techniques et donner leurs dernières créations. En 1939, le festival eut lieu au Mills College d'Oakland en Californie avant de retourner en 1940 à Bennington.
En 1948, un festival basé sur les principes de celle de Bennington voit le jour au Connecticut College de New London dans le Connecticut avec la collaboration de l'université de New York et est intitulé New York University – Connecticut College School of Dance / American Dance Festival. En 1969, son nouveau directeur Charles Reinhart en simplifie l'appellation en American Dance Festival. Après trente années au Connecticut College le festival s'installe en 1978 sur le campus l'université Duke en Caroline du Nord. Il présente dès lors les travaux des plus importants chorégraphes américains et européens tels que José Limón, Alwin Nikolais, Merce Cunningham, Paul Taylor, Alvin Ailey, Twyla Tharp, Pina Bausch, Jean-Claude Gallotta, Maguy Marin, Ohad Naharin…
L'American Dance Festival passe également des commandes aux chorégraphes et organise des cycles de cours annuels. Depuis 1981, le festival remet le Samuel H. Scripps American Dance Festival Award à un chorégraphe pour l'ensemble de sa carrière.

## Liste des récipiendaires de l'American Dance Festival Award
- 1981 : Martha Graham
- 1982 : Merce Cunningham
- 1983 : Paul Taylor
- 1984 : Hanya Holm
- 1985 : Alwin Nikolais
- 1986 : Katherine Dunham
- 1987 : Alvin Ailey
- 1988 : Erick Hawkins
- 1989 : in memoriam de Doris Humphrey, Charles Weidman et José Limón
- 1990 : Twyla Tharp
- 1991 : Anna Sokolow
- 1992 : Donald McKayle
- 1993 : Talley Beatty
- 1994 : Trisha Brown
- 1995 : in memoriam de Pearl Primus et Helen Tamiris
- 1996 : Meredith Monk
- 1997 : Anna Halprin
- 1998 : Fayard Nicholas et Harold Nicholas
- 1999 : Pina Bausch
- 2000 : Pilobolus Dance Theatre
- 2001 : Garth Fagan
- 2002 : non décerné
- 2003 : Maguy Marin
- 2004 : Eiko et Koma
- 2005 : Bill T. Jones
- 2006 : Murray Louis
- 2007 : Mark Morris
- 2008 : Laura Dean
- 2009 : Ohad Naharin
- 2010 : Martha Clarke
- 2011 : Anne Teresa De Keersmaeker